# Liste der Monuments historiques in Vervant (Charente-Maritime)
Die Liste der Monuments historiques in Vervant (Charente-Maritime) führt die Monuments historiques in der französischen Gemeinde Vervant auf.

## Liste der Bauwerke
| Bezeichnung        | Beschreibung                               | Standort | Kennzeichnung | Schutzstatus | Datum | Bild           |
| ------------------ | ------------------------------------------ | -------- | ------------- | ------------ | ----- | -------------- |
| Château de Vervant | Schloss, erbaut im 16. und 18. Jahrhundert | (Lage)   | PA00105297    | Inscrit      | 1949  | weitere Bilder |